# Стихотворения в прозе
«Стихотворения в прозе» — цикл из нескольких десятков стихотворений в прозе, созданных Иваном Тургеневым в последние годы жизни (1877—1882). Всего в беловой рукописи, подготовленной писателем, насчитывается 83 стихотворения. При его жизни в декабре 1882 года в журнале «Вестник Европы» была опубликована подборка из 50 произведений цикла. К числу наиболее известных (и наиболее кратких) стихотворений в прозе Тургенева относится «Русский язык».

## История создания
Беловой автограф, без общего названия, включает 83 пронумерованных стихотворения с предисловием «К читателю» и перечнем названий стихотворений. Наборная рукопись, содержащая текст 50 стихотворений, имеет заголовок «Senilia. Стихотворения в прозе». Именно под таким заголовком все 83 стихотворения в прозе помещены в Полном собрании сочинений Тургенева в 30 томах (1982).

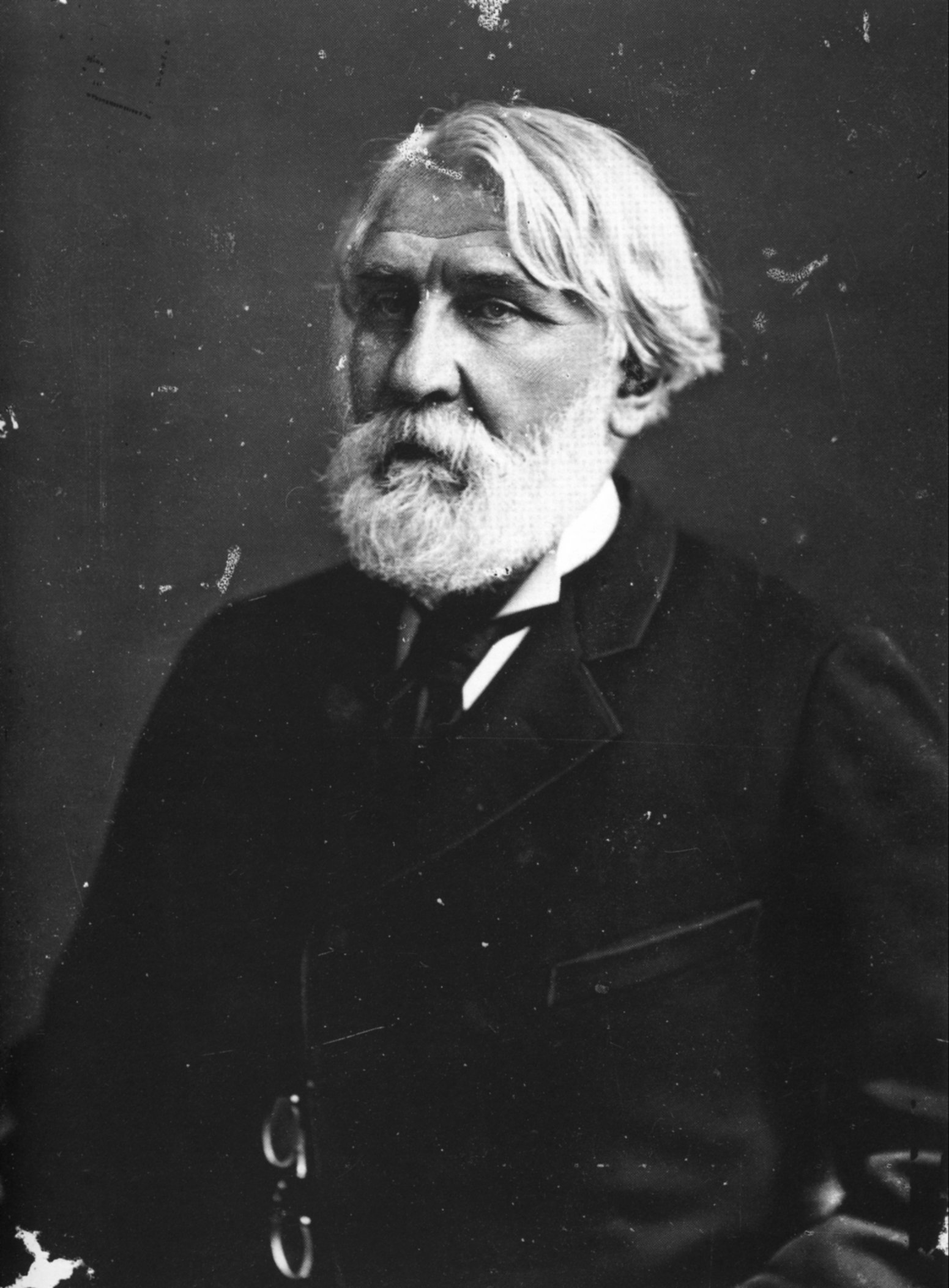
И. С. Тургенев

«Senilia» по латыни означает «старческое». Другой заголовок, встречающийся в рукописях с ранними подборками стихотворений в прозе, — «Posthuma», то есть «посмертное», что может говорить о том, что «эти произведения не предназначались к печати при жизни автора». Самым ранним датированным произведением цикла являются «Дрозд (I)» и «Дрозд (II)», написанные в августе 1877 года. Основная масса стихотворений создана в 1878—1879 годах, затем наступил перерыв, и ещё несколько стихотворений написано в 1881—1882 годах. На обороте первого листа беловой рукописи, включающей весь цикл, Тургенев приводит перечень стихотворений под заглавием «Сюжеты», за которым следует меньший по числу список «Сны» и ещё один список «Пейзажи», включающий только два произведения. В перечне встречаются и названия 14 стихотворений, рукописи которых не обнаружены и которые, «по-видимому, говорят о неосуществлённых замыслах писателя». На последней странице рукописи обозначен год «1883!», однако за этот год новых произведений уже не написано.

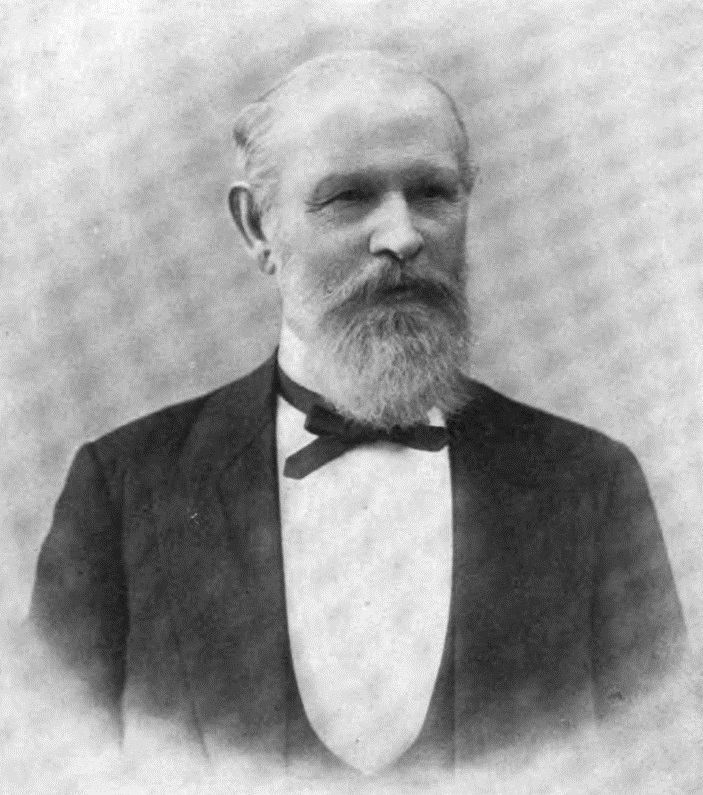
М. М. Стасюлевич

Публикация части цикла была осуществлена благодаря настойчивым просьбам М. М. Стасюлевича, редактора журнала «Вестник Европы». Посетив писателя летом 1882 года, Стасюлевич спросил, верны ли слухи о том, что Тургенев пишет новый роман. Тот ответил отрицательно и показал «большую пачку написанных листков различного формата и цвета», объяснив, что это «нечто вроде того, что художники называют эскизами, этюдами с натуры, которыми они потом пользуются, когда пишут большую картину». Однако, по словам Тургенева, он не планирует большой работы, в доказательство чего собирается отдать все листки Стасюлевичу в запечатанном виде на хранение вплоть до своей смерти. В ответ на просьбу редактора Тургенев прочитал ему «Деревню» и «Машу», после чего Стасюлевич предложил опубликовать цикл стихотворений в прозе сейчас же. По словам Тургенева, некоторые из произведений «слишком личного и интимного характера» и не предназначены для публикации. В результате, однако, Тургенев в августе 1882 года отправил Стасюлевичу сначала сорок, а затем ещё десять стихотворений для публикации в журнале. Цикл из 50 стихотворений был опубликован в «Вестнике Европы» № 12 за 1882 год (стр. 473—520) под названием «Стихотворения в прозе И. С. Тургенева» с предисловием редактора. Остальные стихотворения при жизни автора не публиковались.
Жанровое обозначение «Стихотворения без рифм и размера» встречается уже в ранних рукописях Тургенева. При подготовке к печати в журнале он предложил заголовок «Senilia. 40 стихотворений в прозе» (позже «40» было исправлено на «50»), хотя Стасюлевич предлагал для цикла название «Зигзаги». В журнале стихотворения были разделены по двум хронологическим разделам: «1878-й год» и «1879—1882 гг.».
Стихотворения в прозе, не опубликованные в 1882 году, были впервые опубликованы А. Мазоном в Париже в 1930 году, а в следующем году Ш. Саломон в малодоступном издании (тиражом 150 экземпляров) издал весь цикл из 83 стихотворений. В СССР в 1931 году полный цикл был издан под редакцией Б. В. Томашевского.

## Состав цикла
В Полном собрании сочинений Тургенева в 30 томах 83 стихотворения в прозе были опубликованы в двух частях: в первую вошло 50 стихотворений, напечатанных в «Вестнике Европы» (некоторые — с позднейшей правкой Тургенева), а также исключённый оттуда «Порог», во вторую вошло ещё 32 стихотворения, при жизни автора не печатавшихся. В публикации стихотворения не пронумерованы.
Циклу предшествует обращение автора «К читателю»:

Добрый мой читатель, не пробегай этих стихотворений сподряд: тебе, вероятно, скучно станет — и книга вывалится у тебя из рук. Но читай их враздробь: сегодня одно, завтра другое, — и которое-нибудь из них, может быть, заронит тебе что-нибудь в душу.

### Стихотворения, вошедшие в первую часть
- Деревня
- Разговор
- Старуха
- Собака
- Соперник
- Нищий
- «Услышишь суд глупца…»
- Довольный человек
- Житейское правило
- Конец света (Сон)
- Маша
- Дурак
- Восточная легенда
- Два четверостишия
- Воробей
- Черепа
- Чернорабочий и Белоручка (Разговор)
- Роза
- Памяти Ю. П. Вревской
- Последнее свидание
- Порог
- Посещение
- Necessitas, Vis, Libertas (Барельеф)
- Милостыня
- Насекомое
- Щи
- Лазурное царство
- Два богача
- Старик
- Корреспондент
- Два брата
- Эгоист
- Пир у Верховного Существа
- Сфинкс
- Нимфы
- Враг и друг
- Христос
- Камень
- Голуби
- Завтра! Завтра!
- Природа
- «Повесить его!»
- Что я буду думать?..
- «Как хороши, как свежи были розы…»
- Морское плавание
- Н. Н.
- Стой!
- Монах
- Мы ещё повоюем!
- Молитва
- Русский язык

### Стихотворения, вошедшие во вторую часть
- Встреча (Сон)
- Мне жаль…
- Проклятие
- Близнецы
- Дрозд (I)
- Дрозд (II)
- Без гнезда
- Кубок
- Чья вина?
- Житейское правило
- Гад
- Писатель и критик
- С кем спорить…
- «О моя молодость! О моя свежесть!»
- К***
- Я шёл среди высоких гор…
- Когда меня не будет…
- Песочные часы
- Я встал ночью…
- Когда я один… (Двойник)
- Путь к любви
- Фраза
- Простота
- Брамин
- Ты заплакал…
- Любовь
- Истина и Правда
- Куропатки
- Nessun maggior dolore
- Попался под колесо
- У-а… У-а!
- Мои деревья

## Тематика

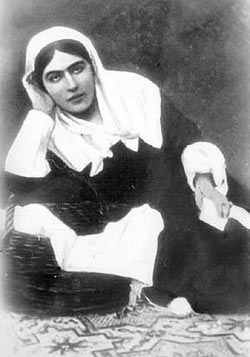
Баронесса Юлия Вревская

Стихотворения в прозе Тургенева разнообразны по тематике: некоторые из них автобиографичны и отражают происходившие с ним события (такие, как смерть Юлии Вревской или реакцию критиков на роман «Новь»), другие представляют собой описания снов или видений, в том числе встречи со смертью («Старуха», «Насекомое») или фантазией («Посещение»). В ряде произведений Тургенев обращается к деревенской и крестьянской жизни («Деревня», «Щи»). В работе 1918 года «Последняя поэма Тургенева» литературовед Л. П. Гроссман выдвигает тезис о том, что тургеневский цикл представляет собой стройное композиционное целое — «поэму о пройденном жизненном пути»; исследователь выделяет следующие основные темы цикла (каждой из которых, по его мнению, посвящено по три стихотворения): Россия, Христос, Конец света, Рок, Природа, Любовь, Смерть, Безверие и др..
Исследователи отмечали близость «Деревни» к «Запискам охотника» и раннему роману писателя «Дворянское гнездо».
В стихотворениях «Разговор» о разговоре двух альпийских вершин Юнгфрау и Финстерааргорна и в стихотворении «Проклятие» отмечается влияние поэмы Байрона «Манфред», которую в 1830-е годы переводил сам Тургенев. Эта поэма упоминается также в стихотворении «У-а… У-а!».
«Услышишь суд глупца…» и «Довольный человек» отражают отношение Тургенева к враждебным отзывам на его последний роман «Новь»; против критиков направлены также «Житейское правило», «Дурак», «Гад», «Писатель и критик».
«Памяти Ю. П. Вревской», написанное в 1878 году, навеяно смертью близкой знакомой писателя Юлии Вревской, умершей от тифа в действующей армии на Балканах, куда она отправилась в качестве сестры милосердия. Воспоминания о Вревской и о русско-турецкой войне отразились также в стихотворениях «Дрозд (I)» и «Дрозд (II)».
«Последнее свидание» написано под впечатлением о встрече с тяжело больным Н. А. Некрасовым летом 1877 года незадолго до смерти последнего.

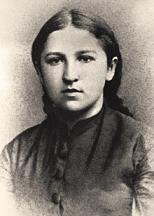
Вера Засулич

«Порог» о русской девушке, избравшей путь служения революционным идеалам, был подготовлен для публикации в «Вестнике Европы», однако в итоге не вошёл туда по цензурным соображениям. По предположению исследователей, стихотворения навеяно судьбой В. П. Засулич и отчасти использует текст подпольной листовки, выпущенной в 1878 году по случаю её покушения на генерала Трепова. Текст стихотворения Тургенева получил хождение в списках, листки со стихотворением были напечатаны в том числе ко дню похорон писателя и распространялись народовольцами среди публики. Легально в русской печати стихотворение появилось только в 1905 году.
В стихотворении «Камень» отразились впечатления Тургенева от поездки в Россию весной 1879 года, в том числе тёплый приём писателя на встречах с молодёжью.
В стихотворении «Природа» отмечается влияние прозаического диалога итальянского поэта Джакомо Леопарди «Исландец и Природа».
Название стихотворения в прозе «Как хороши, как свежи были розы…» дала строчка из полузабытого в то время стихотворения И. П. Мятлева 1835 года «Розы». После публикации стихотворений в прозе Тургенева строчка приобрела популярность и стала крылатой.
Во дни сомнений, во дни тягостных раздумий о судьбах моей родины, — ты один мне поддержка и опора, о великий, могучий, правдивый и свободный русский язык! Не будь тебя — как не впасть в отчаяние при виде всего, что совершается дома? Но нельзя верить, чтобы такой язык не был дан великому народу!
«Русский язык» написан одним из последних в цикле (в июне 1882 года), и из поздних стихотворений только он вошёл в публикацию в «Вестнике Европы». Это заключающее подборку стихотворение, о котором М. М. Стасюлевич писал, что хотя оно имеет величину «ровно в пять строк, но это золотые строки, в которых сказано более, чем в ином трактате». По словам Г. О. Винокура в книге 1945 года, «Русский язык» «известен каждому русскому школьнику и вошёл в ежеминутное сознание русского грамотного человека».
Стихотворение «Встреча» частично пересказано (как сон героя) в повести Тургенева «Клара Милич».
«С кем спорить…» навеяно многолетними спорами Тургенева с критиком В. В. Стасовым.
«О моя молодость! О моя свежесть!» названо чуть изменённой строкой из «Мёртвых душ» Гоголя («О моя юность! О моя свежесть!»).
«Я шёл среди высоких гор» является единственным в цикле стихотворением в прямом смысле слова: оно написано четырёхстопным ямбом и имеет перекрёстные рифмы.
«Когда меня не будет…», по мнению исследователей, посвящено Полине Виардо.
Заглавие стихотворения «Nessun maggior dolore» («Нет большей скорби…») заимствовано из «Божественной комедии» Данте.
В стихотворении «Попался под колесо» использован образ колесницы Джаггернаута, который упоминался Тургеневым несколько раз и в других произведениях.
Прототипом героя стихотворения «Мои деревья», возможно, является историк и театральный деятель С. А. Гедеонов. Это последнее стихотворение в беловой тетради, записанное под № 83.

## Восприятие
Сразу по выходе «Вестника Европы» с публикацией стихотворений в прозе Тургенев получил ряд одобрительных откликов от друзей и знакомых, в том числе от М. М. Ковалевского, В. П. Гаевского, Ж. А. Полонской, И. А. Гончарова, Л. Н. Толстого. Стали появляться и отзывы в периодической печати: так, в статье Арс. Введенского в «Голосе» говорилось о том, что цикл Тургенева — «действительно стихотворения, проникнутые гуманной мыслью, которая постоянно и неумолчно звучит в каждом отрывке», а в газете «Одесский листок» неизвестный критик писал о том, что на страницах журнала «рассыпаны поэтические искры маститого художника, — искры дышат поэзией и глубиною мысли».
Уже при жизни Тургенева некоторые из его стихотворений в прозе были переведены на европейские языки. Так, французский перевод тридцати стихотворений подготовил и опубликовал в двух номерах парижского журнала Revue politique et littéraire сам Тургенев совместно с П. Виардо. Перевод назывался «Petits poèmes en prose», он вышел одновременно с публикацией «Вестника Европы» в декабре 1882 года. В том же году появился итальянский перевод, а в 1883 — немецкий, английский, датский, шведский, чешский, сербский и венгерский.
«Стихотворения в прозе» Тургенева «ввели новый прозаический жанр малой формы в русскую литературу»; в последующие десятилетия появился целый ряд произведений такого рода, в том числе у Я. П. Полонского, А. Н. Чернышевского, В. М. Гаршина, К. Д. Бальмонта, И. А. Бунина, И. Ф. Анненского.